# Sylva Langová-Williams
Sylva Langová, v anglickém prostředí Langova, provdaná Williams (31. srpna 1920[zdroj?] Plzeň – 15. ledna 2010 Londýn) byla česká herečka, která od konce 40. let 20. století žila a pracovala v Anglii.

## Život
Narodila se v Československu jako dcera armádního důstojníka. 
Na filmovém plátně se poprvé objevila v roce 1935 ve filmu Král ulice, o rok později ve filmu Sextánka a v roce 1937 Děvčata, nedejte se!, režisérů Huga Haase a Jana Alfréda Holmana. 
V té době zároveň již od roku 1936 studovala herectví na Pražské konzervatoři. 
Při studiích se objevila jen v menší roli Slávinky hrála ve slavné veselohře Dívka v modrém z roku 1939 a po dokončení studia v roce 1940 nastoupila na jednu sezónu do Městského divadla v Kladně. V letech 1941-1945 byla členkou souboru Vinohradského divadla a po válce jednu sezónu scéně D 46. a od roku 1946 hrála v Divadle 5. května, a to až do svého sňatku s Angličanem Davidem Williamsem a odchodu do Velké Británie v roce 1948. 
Také v zahraničí se angažovala ve filmu, pracovala pro české vysílání BBC a rádia Svobodná Evropa. V roce 1989 hrála v německém filmu Follow Me, kde hlavní roli hrál Pavel Landovský.
Jejím posledním filmovým počinem a zároveň prvním v českém filmu po listopadu 1989 bylo účinkování v experimentální komedii Postel (1998). Za roli babičky byla nominována na Českého lva.
Sylva Langová-Williams zemřela 15. ledna 2010 ve věku 89 let v Londýně.

### Manželství a rodina
Sylva Langová se  6. června 1942 na Vinohradech provdala za herce a lékaře Otto Ballona (1912-1981), se kterým měla syna Mischu, po rozvodu se pak v roce 1948 provdala za Angličana Davida Williamse, ten jejího syna adoptoval a dal mu své jméno Mischa Williams  je činný jako televizní režisér a producent.

## Částečná filmografie

### Film
| Rok  | Titul                | Role                 | Poznámky                    |
| ---- | -------------------- | -------------------- | --------------------------- |
| 1935 | Král ulice           | Nanynka              |                             |
| 1940 | Dívka v modrém       | Slávinka             |                             |
| 1940 | Panna                | Milena Kacíková      |                             |
| 1946 | Hrdinové mlčí        | Marta Vondrová       |                             |
| 1947 | The Antlers          | Zuzanka              |                             |
| 1952 | The Woman's Angle    | Blondýnka na saních  |                             |
| 1955 | Little Red Monkey    | Hilde Heller         | USA: „Případ červené opice“ |
| 1963 | Incident at Midnight | Vivienne Leichnerové | Záhady Edgara Wallace       |
| 1979 | Avalanche Express    | Olga                 |                             |
| 1989 | Follow Me            | 1. Alte Frau         |                             |
| 1998 | Postel               | Babička              |                             |

### Televize
| Rok  | Titul                      | Role                  | Poznámky              |
| ---- | -------------------------- | --------------------- | --------------------- |
| 1957 | Destination Downing Street | Sylvia                | seriál                |
| 1961 | Maigret                    | Adrienne              | "The Experts"         |
| 1961 | International Detective    | Helene Romny          | "The Anthony Case"    |
| 1961 | The Avengers               | Lisa Straussová       | "Dragonsfield"        |
| 1962 | The Avengers               | Sheila Grayová        | "The Mauritius Penny" |
| 1963 | Man of the World           | Anna                  | "The Prince"          |
| 1965 | Contract to Kill           | Lena Fischerová       | "Death in Cologne"    |
| 1973 | Spy Trap                   | Adele Onslow          | "Areas of Guilt"      |
| 1977 | Secret Army                | Mme. Marcela Geromová | "Bait"                |
| 1988 | Screen Two                 | Společník v kavárně   | "Border"              |